# Audition
Audition (オーディション, Ōdishon) é um filme japonês de terror de 1999, dirigido por Takashi Miike e escrito por Daisuke Tengan. Estrelado por Ryo Ishibashi e Eihi Shiina, é uma adaptação do romance de mesmo nome de Ryu Murakami. O filme segue um viúvo de meia-idade, Shigeharu Aoyama, que recebe ajuda de seu amigo produtor de cinema para executar uma audição de cinema para na verdade conhecer uma futura esposa, descobrindo que o passado sombrio da mulher escolhida, Asami Yamazaki, afeta severamente seu relacionamento.
O filme foi um projeto da empresa japonesa Omega Project, que almejava lançar outro filme de terror após o sucesso financeiro de Ring (1998). A empresa comprou os direitos do livro de Murakami e buscou Miike e Tengan para executar sua adaptação. O elenco e a equipe foram compostos principalmente por antigos colaboradores de Miike, com exceção de Shiina, que trabalhava apenas como modelo antes de se tornar atriz. O filme foi filmado em Tóquio em aproximadamente três semanas.
Audition estreou com alguns outros filmes de terror japoneses no Festival Internacional de Cinema de Vancouver, mas recebeu maior atenção quando exibido no Festival Internacional de Cinema de Roterdã de 2000, onde recebeu o Prêmio FIPRESCI e o Prêmio KNF. Após seu lançamento nos cinemas do Japão, o filme continuou sendo exibido em festivais e teve lançamentos em cinemas dos Estados Unidos e do Reino Unido, conjuntamente com vários lançamentos na mídia nacional.
O filme foi recebido positivamente pelos críticos de cinema ocidentais, com muitos destacando a cena final de tortura e seu forte contraste com as cenas não tenebrosas que a precederam. O filme apareceu em listas dos melhores filmes de terror já feitos e influenciou outros diretores de terror, incluindo Eli Roth e as irmãs Soska.

## Elenco
- Ryo Ishibashi como Shigeharu Aoyama (青山 重治, Aoyama Shigeharu)
- Eihi Shiina como Asami Yamazaki (山崎 麻美, Yamazaki Asami)
- Jun Kunimura como Yasuhisa Yoshikawa (吉川泰久, Yoshikawa Yasuhisa)
- Tetsu Sawaki como Shigehiko Aoyama (青山 重彦, Aoyama Shigehiko)
- Miyuki Matsuda como Ryoko Aoyama (青山良子, Aoyama Ryoko)
- Toshie Negishi como Rie (リエ)
- Shigeru Saiki como bartender (酒場のマスター, Sakaba no masutā)
- Ken Mitsuishi como o diretor (ディレクター, Direkutā)
- Ren Ohsugi como Shimada (芝田)
- Renji Ishibashi como o idoso na cadeira de rodas (車椅子の老人, Kurumaisu no rōjin)

## Temas
Os críticos consideraram Audition um filme feminista e misógino. O diretor Miike afirmou que quando conheceu jornalistas no Reino Unido e na França, notou que eles comentavam sobre os temas feministas do filme nas cenas em que Asami se vingava dos homens de sua vida. O filme apresenta traços e comportamentos que podem ser considerados sexistas com Aoyama: uma lista de critérios para sua noiva atender e a enganosa audição de cinema que ele utiliza para procurar uma futura esposa. Tom Mes, autor de Agitator: The Cinema of Takashi Miike, afirmou que a sequência de tortura, com a mutilação de Aoyama, pode ser vista como uma vingança de Asami. Dennis Lim, do Los Angeles Times, examinou temas semelhantes, observando que o filme é "em última análise, sobre o medo dos homens sobre as mulheres e a sexualidade feminina" e que as mulheres são descaradamente objetificadas na primeira metade do filme, para seguir com Asami "corrigindo esse desequilíbrio" na segunda metade, quando ela se torna um "anjo vingador".
Chris Pizzello, do American Cinematographer, escreveu que uma abordagem plausível para interpretar o filme é ver o ato final como uma representação da culpa de Aoyama pelos maus-tratos às mulheres e seu desejo de dominá-las. Aoyama desenvolve uma fantasia paranóica de um objeto de ataque: como ele abriga pensamentos sádicos em relação às mulheres, ele desenvolve um medo de que o objeto retalie. Ao contrário disso, Miike afirmou que as cenas finais de tortura no filme não são um pesadelo paranoico sonhado por Aoyama. Tom Mes argumentou contra a representação feminista do filme, observando que Asami não é motivada por uma agenda ideológica e que reconhecer que ela se vinga de um homem que mentiu para ela seria ignorar que ela também mentiu para Aoyama,  quando ela afirma "quero te contar tudo" durante a cena de tortura, implicando que ela não havia sido sincera antes. Mes também observa que o tema do anjo vingador contradiz uma interpretação de vingança com temática feminista, visto que uma das vítimas de Asami é mulher.
Em Audition, a personagem Asami é vítima de abuso infantil. Colette Balmain, em seu livro Introdução ao Cinema de Terror Japonês, descreveu Asami como "apenas mais uma face das mulheres injustiçadas na cultura japonesa... Elas são vítimas de repressão e opressão, e apenas a morte e a solidão permanecem para elas". O crítico de cinema Robin Wood escreveu que, por meio do abuso infantil, Asami aprende que o amor e a dor devem ser inseparáveis. O público é levado a se identificar com Asami por meio dessa vitimização e também pelo que Stephen LeDrew descreveu como uma "sociedade japonesa patriarcal".
Elvis Mitchell (The New York Times) afirmou que o tema do filme era: "a objetificação das mulheres na sociedade japonesa e o horror da retribuição que isso poderia criar". Tom Mes sugeriu que esses temas podem ser testemunhados na cena em que Asami alimenta seu prisioneiro mutilado e então se transforma na versão infantil de si mesma e o acaricia como um cachorro. Mes conclui que isso é feito para sugerir que o que aconteceu na vida de Asami fez dela a adulta violenta vista no filme.

## Produção

### Desenvolvimento

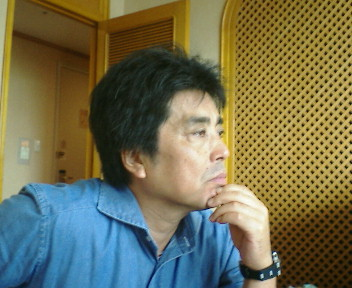
O filme foi adaptado do romance de mesmo nome de Ryu Murakami.

A principal produtora por trás de Audition foi a empresa Omega Project. A Omega também foi responsável pela produção do filme Ring, de Hideo Nakata, que foi um grande sucesso no Japão e posteriormente no restante da Ásia. A companhia teve problemas para preparar o lançamento do Ring na Coreia e fez com que a empresa AFDF Korea trabalhasse em uma readaptação coreana do Ring . Em 1998, a Omega fez parceria novamente com a AFDF Korea e outras produtoras, incluindo Creators Company Connection, Film Face e Bodysonic para produzir a adaptação do romance de 1997 de Ryū Murakami, Audition. Omega queria criar um filme diferente do sobrenatural Ring, e escolheu adaptar o romance de Murakami, que não possuía essa característica. Buscando uma iniciativa diferente, eles contrataram um roteirista (Daisuke Tengan) e um diretor (Takashi Miike) que não eram conhecidos por trabalhar em filmes de terror. Antes de Audition, Tengan era mais conhecido como roteirista trabalhando com seu pai (Shohei Imamura) no filme The Eel, que ganhou a Palma de Ouro em 1997.

### Pré-produção
Para criar Audition, Miike trabalhou com muitos de seus colaboradores anteriores, como o diretor de fotografia Hideo Yamamoto. Miike contou que Yamamoto era "muito sensível à morte. Seus pais morreram muito jovens, e não é algo sobre o qual ele fala muito". Ele também notou que ele estaria "vivendo com medo, e essa sensibilidade transparece em seu trabalho. É algo que quero aproveitar ao máximo". A trilha sonora do filme foi composta por Kōji Endō. Endō já havia composto trabalhos para Miike em filmes como The Bird People in China . Yasushi Shimamura trabalhou como o editor. Shimamura trabalhou com Miike em 1991, em Lady Hunter: Prelude To Murder.
O ator Ryo Ishibashi desejava trabalhar com Miike e concordou com o papel. Ele comentou que, apesar de não ser um grande fã de filmes de terror, gostava de roteiros como o de Audition, que mostravam a natureza humana. A modelo Eihi Shiina foi escalada para o filme como Asami. A carreira de Shiina havia sido principalmente como modelo, e ela só começou a atuar ao receber uma oferta para um papel no cinema enquanto estava de férias.
Shiina conheceu o trabalho de Miike por meio do filme Blues Harp, o que a interessou em conhecer o diretor pessoalmente. Quando se conheceram, começaram a conversar sobre suas opiniões sobre amor e relacionamentos. Em seu segundo encontro, Miike pediu a Shiina para interpretar o papel de Asami. Shiina imaginou que as opiniões e sentimentos que ela expressou a Miike foram a razão pela qual ela foi escalada para o papel, e ela tentou interpretar o papel o mais naturalmente possível, sem exagerar.

### Produção
Audition foi filmado em aproximadamente três semanas, o que foi cerca de uma semana a mais do que o normal para os filmes de Miike na época. Cenas como as do apartamento de Asami e de um restaurante foram filmadas em localizações verdadeiras, em um apartamento real e em um restaurante real. Cenas ao ar livre foram filmadas em Tóquio, ao longo de cruzamentos em Omotesandō.
A cena de tortura no final do filme não continha inicialmente as falas características de Asami "Kiri-kiri-kiri". Shiina estava originalmente sussurrando suas falas durante as filmagens desta cena, mas após uma discussão com Miike, os dois decidiram que dizer tais falas tornaria a cena mais assustadora. Ishibashi descobriu que Miike estava "se divertindo muito com aquela cena" e que ele ficou animado especialmente quando os pés do personagem foram cortados. Para os efeitos especiais em que a personagem de Shiina coloca agulhas de acupuntura em Ishibashi, foi usada maquiagem de efeitos especiais para criar uma camada de máscara que foi colocada sobre os olhos de Ishibashi, que então foi perfurada pelas agulhas.

## Lançamento

### Teatral

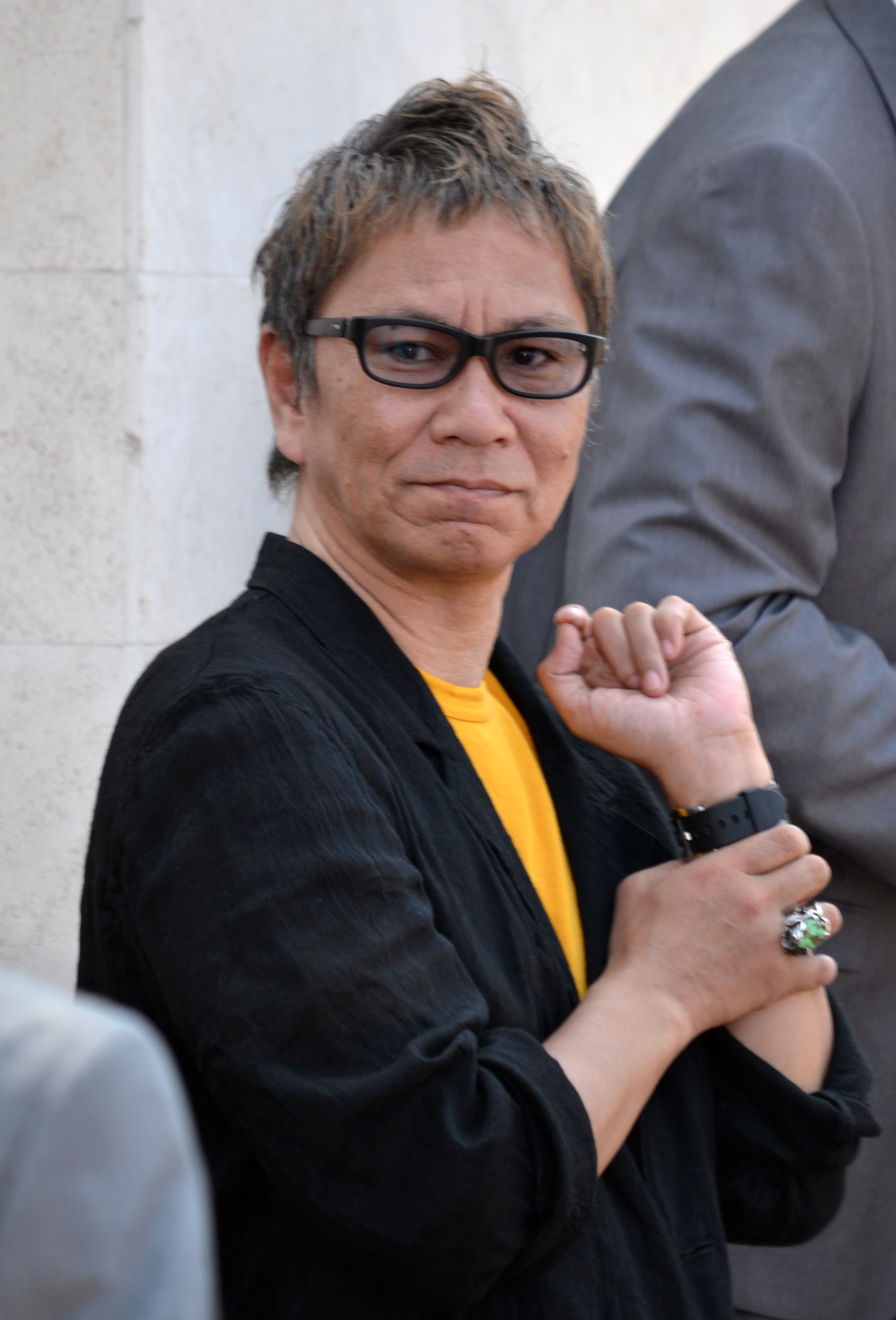
O diretor Takashi Miike ganhou dois prêmios por Audition no Festival Internacional de Cinema de Roterdã.

Audition teve sua estreia mundial em 2 de outubro de 1999, no Festival Internacional de Cinema de Vancouver . A estreia fez parte de uma programação de filmes de terror japoneses modernos no festival, incluindo Ring, Ring 2, Shikoku e Gemini . Audition foi exibido no 29º Festival Internacional de Cinema de Roterdã, na Holanda, no início de 2000, onde foi exibido como parte de uma retrospectiva de Miike. Tom Mes afirmou que Audition recebeu mais atenção em Roterdã, onde ganhou o Prêmio FIPRESCI de melhor filme da competição. O prêmio FIPRESCI foi concedido por um júri de jornalistas de cinema internacionais, que concedem este prêmio durante o Festival Internacional de Cinema de Roterdã. Apenas os filmes que não estão em competição se qualificam para o prêmio. Audition também ganhou o prêmio KNF, votado pelo Círculo de Jornalistas de Cinema Holandeses.
Audition foi lançado nos cinemas do Japão em 3 de março de 2000. Quando questionado sobre a recepção no Japão, Miike afirmou que não houve "nenhuma reação", pois o filme foi exibido em pequenos cinemas por um curto período.
Miike continuou afirmando que o público japonês não conhecia realmente o Audition até ele receber uma reputação maior no exterior. Teve sua estreia americana no Festival Internacional de Cinema de Seattle em 2000. O filme estreou nos cinemas dos Estados Unidos em 8 de agosto de 2001. Arrecadou US$ 131.296 no país.
No Reino Unido, Audition recebeu exibições em 2000 no FrightFest e no Raindance Film Festival . Foi lançado nos cinemas do Reino Unido pela Metro Tartan em meados de março de 2001. Foi o primeiro filme de Miike a ser lançado nos cinemas do Reino Unido.

### Mídia doméstica
Audition foi lançado em DVD nos Estados Unidos pela Chimera em 4 de junho de 2002. O DVD incluía uma entrevista com Miike e um documentário sobre o Teatro Egípcio em Los Angeles. Um novo DVD foi lançado pela Lionsgate em 2005, como "edição especial sem cortes". Este lançamento incluiu uma entrevista com Ryu Murakami, um comentário de cena selecionado por Miike e um clipe de The 100 Scariest Movie Moments da Bravo . Peter Schorn, da IGN, fez uma crítica negativa do DVD de 2006, concluindo que o vídeo estava "supercomprimido a ponto de haver uma distração, blocos esvaindo frequentemente nos fundos que desviam o olhar dos atores". A plataforma concluiu que: "a qualidade geral da imagem é suave e difusa, com níveis de preto fracos, áreas de sombra turvas e saturação de cor nada impressionante". Em 6 de outubro de 2009, Shout! A Factory lançou um DVD e um Blu-ray do filme que contou com uma introdução de Miike e da atriz Eihi Shiina, um comentário completo em áudio de Miike e do roteirista Daisuke Tengan e um documentário com o elenco.
Audition foi lançado no Reino Unido em DVD pela Tartan Video em 28 de junho de 2004. O disco continha uma entrevista com Miike e notas de rodapé por Joe Cornish . Matthew Leyland (Sight & Sound) analisou este lançamento, afirmando que a apresentação de áudio e visual é "exemplar", ao mesmo tempo em que observou que a entrevista com Miike era o único bônus notável no disco. O filme foi lançado posteriormente pela Arrow Video em 29 de fevereiro de 2016. O lançamento do Arrow Video foi restaurado exclusivamente em resolução 2K e escaneado de um 35mm interpositivo.

## Recepção
No Rotten Tomatoes, o filme tem uma classificação de 81% com base em 74 avaliações, com uma classificação média de 7,34/10. O consenso crítico do site diz: "Um audacioso e perturbador filme de terror japonês do diretor Takashi Miike, Audition diverte tanto como um choque macabro quanto como um drama psicológico". No Metacritic, o filme tem uma pontuação média ponderada de 69 em 100, com base em 19 críticos, indicando "críticas geralmente favoráveis".
Ken Eisner (Variety) deu uma crítica positiva ao filme. Eisner referiu-se ao filme como um "filme de terror verdadeiramente chocante" que se tornou "ainda mais perturbador devido à sua beleza assombrosa". Geoffrey Macnab, escrevendo em Sight and Sound, referiu-se ao filme como um "filme de terror lento, mas devastador" e escreveu que "é uma obra cinematográfica virtuosa com muito mais sutileza e profundidade do que os outros filmes de Miike". Frank Scheck, do The Hollywood Reporter, descreveu o filme como "um dos filmes de terror mais audaciosos e iconoclastas dos últimos anos". Mark Schilling (The Japan Times) elogiou a atuação de Shiina e Ishibashi, mas observou que "entre os poucos detalhes irritantes do filme está uma atuação de vilão bajulador e rabugento de Renji Ishibashi como o instrutor de balé de Asami, que usa cadeira de rodas. Ele é um lembrete de onde muitos outros filmes de Miike foram - direto para as prateleiras de vídeo". Schilling concluiu que "Miike está pronto para um papel maior – como um dos principais diretores japoneses de sua geração". No início da década de 2010, a Time Out conduziu uma pesquisa com vários autores, diretores, atores e críticos que trabalharam no gênero de terror para votar em seus melhores filmes de terror. Audition ficou em 18º lugar na lista dos 100 melhores.

### Resposta às cenas finais
Redatores da Variety, The Hollywood Reporter e Sight & Sound deram ênfase à cena final do filme. Scheck (The Hollywood Reporter) escreveu que "Miike embala o público em um estado de complacência com uma primeira metade estudada, lenta e levemente cômica antes de entregar uma seção final horripilante que faz Misery de Stephen King parecer saudável"; o final foi "ainda mais chocante pela forma clínica em que é apresentado". Eisner (Variety) afirmou que é somente no final do filme que Audition "sai do gueto assustador". Em seu ensaio sobre temas em Audition, Robin Wood afirmou que a maioria dos filmes de Miike são perturbadores pelo "que eles têm a nos dizer sobre o estado da civilização contemporânea; eles não são nem um pouco perturbadores em si mesmos, operando em algum nível de fantasia de aniquilação, com violência de 'história em quadrinhos'". Em comparação, ele afirmou que Audition é "autenticamente perturbador e infinitamente mais horripilante: a primeira vez que o assisti - em DVD, em casa, depois dos avisos que recebi - fiquei repetidamente tentado, durante a última meia hora, a desligá-lo". Wood comparou o filme a Salò, ou os 120 Dias de Sodoma, de Pier Paolo Pasolini, afirmando que o filme era "quase tão impossível de assistir quanto os noticiários - de Auschwitz, das vítimas inocentes de Hiroshima e Nagasaki e do Vietnã, vítimas da desumanização nazista ou americana".
Sobre o sucesso do filme com o público ocidental, Miike afirma que não ficou surpreso, mas que não tem "nenhuma ideia do que se passa na mente das pessoas no Ocidente e não pretendo saber quais são seus gostos. E não quero começar a pensar sobre isso. É bom que tenham gostado do meu filme, mas não vou começar a me preocupar deliberadamente sobre o porquê ou o que posso fazer para que isso aconteça novamente". A atriz Eihi Shiina afirmou que, no Japão, apenas um certo tipo de fã de cinema assistiria Audition. Em comparação, ela disse que o filme foi visto por muito mais pessoas no exterior, o que ela atribuiu a um "bom momento".

## Legado e influência
"Estou curioso para saber como ficaria se alguém tentasse fazer um remake do meu trabalho. Mas eu realmente acredito que é difícil criar um remake de qualquer um dos meus trabalhos."

– Miike ao ser questionado sobre seus filmes serem recriados em Hollywood
Após o lançamento de Audition, Miike pretendia adaptar o romance Coin Locker Babies de Murakami, mas o projeto não encontrou financiamento suficiente.
Audition foi descrita como uma influência na " pornografia de tortura ". O termo foi inventado por David Edelstein para descrever filmes como Saw, The Devil's Rejects e Wolf Creek, que oferecem cenas "excitantes e chocantes" que levam o público às margens da depravação para que eles "sintam algo". Audition influenciou diretores americanos como Eli Roth . Roth afirmou que o filme o influenciou a fazer seu filme Hostel, com até mesmo Miike fazendo uma participação especial como um cliente satisfeito dos sequestradores que deixam os clientes torturarem suas vítimas. Richard Corliss, escrevendo na Time, opinou que Audition era diferente de filmes pornográficos de tortura como: "ao contrário de Saw e seus imitadores no gênero de pornografia de tortura, Audition não busca cenas de dinheiro sangrentas. Os filmes de Miike vivem dentro de seus personagens, medindo a temperatura de seus anseios, as ambições ridículas que eles perseguem tão obsessivamente e sua necessidade de experimentar o extremo para provar que estão vivos".
Audition tem sido referenciado na cultura popular ocidental, como histórias em quadrinhos, videoclipes e outras mídias. Foi listado pelas diretoras gêmeas Jen e Sylvia Soska como um de seus filmes de terror favoritos, dizendo que foi uma influência em seu filme American Mary. Os diretores notaram em especial a personagem de Asami, afirmando que o público geralmente vê "personagens femininas em um filme de terror como a vítima indefesa. Este filme leva você em uma direção, habilmente sugerindo um enredo mais sombrio para a mansa e frágil Asami até os 15 minutos finais, onde somos apresentados a um monstro implacável. Uma personificação perfeita da raiva irracional de uma mulher desprezada". O diretor Quentin Tarantino incluiu Audition em sua lista dos 20 melhores filmes lançados desde 1992 (ano em que se tornou diretor), referindo-se a ele como uma "verdadeira obra-prima, se é que alguma vez existiu uma".
Audition está presente entre os filmes incluídos no livro 1001 Filmes para Ver antes de Morrer.
A revista Deadline informou que o produtor executivo Mario Kassar começou a trabalhar em uma adaptação em inglês de Audition em 2014. Richard Gray foi contratado para atuar como diretor e roteirista do remake. O enredo do filme seria tirado diretamente do romance de Ryu Murakami, em vez de seguir o roteiro do filme, e se passaria na América do Norte. O novo filme incluiria cenas e locais no romance que não estavam no filme de Miike. Kassar falou sobre o remake em 2016, dizendo que estava "quase lá. Está demorando muito porque é meio difícil fazer esse filme, mas não vou fazê-lo a menos que saiba que estou fazendo certo".